# Малберрі (округ Вілкс, Північна Кароліна)
Малберрі (англ. Mulberry) — переписна місцевість (CDP) в США, в окрузі Вілкс штату Північна Кароліна. Населення — 2275 осіб (2020).

## Географія
Малберрі розташоване за координатами 36°13′33″ пн. ш. 81°9′55″ зх. д. / 36.22583° пн. ш. 81.16528° зх. д. (36.225723, -81.165236).  За даними Бюро перепису населення США в 2010 році переписна місцевість мала площу 13,19 км², уся площа — суходіл.

## Демографія
Згідно з переписом 2010 року, у переписній місцевості мешкали 2332 особи в 971 домогосподарстві у складі 685 родин. Густота населення становила 177 осіб/км².  Було 1072 помешкання (81/км²).
Расовий склад населення:
| - 95,6 % — білих - 1,0 % — чорних або афроамериканців - 0,3 % — азіатів - 2,4 % — осіб інших рас |

До двох чи більше рас належало 0,6 %. Частка іспаномовних становила 3,9 % від усіх жителів.
За віковим діапазоном населення розподілялося таким чином: 21,1 % — особи молодші 18 років, 59,8 % — особи у віці 18—64 років, 19,1 % — особи у віці 65 років та старші. Медіана віку мешканця становила 44,0 року. На 100 осіб жіночої статі у переписній місцевості припадало 95,5 чоловіків;  на 100 жінок у віці від 18 років та старших — 92,0 чоловіків також старших 18 років.
Середній дохід на одне домашнє господарство  становив 64 193 долари США (медіана — 34 491), а середній дохід на одну сім'ю — 80 118 доларів (медіана — 43 174). За межею бідності перебувало 24,3 % осіб, у тому числі 49,4 % дітей у віці до 18 років та 20,3 % осіб у віці 65 років та старших.
Цивільне працевлаштоване населення становило 904 особи. Основні галузі зайнятості: освіта, охорона здоров'я та соціальна допомога — 22,7 %, роздрібна торгівля — 20,5 %, фінанси, страхування та нерухомість — 12,2 %, виробництво — 11,2 %.